# Hamataliwa reticulata
Hamataliwa reticulata is een spinnensoort uit de familie van de lynxspinnen (Oxyopidae).
De wetenschappelijke naam van de soort werd in 1996 als Oxyopes reticulatus gepubliceerd door Vivekanand Biswas et al.